# Nupserha vexator
Nupserha vexator là một loài bọ cánh cứng trong họ Cerambycidae.